# Арбаново
Арбаново (также фиксировалась как Арбан) — упразднённая деревня Каинлыковской волости Бирского уезда Уфимской губернии, вошедшая в черту деревни Редькино современного Куяновского сельсовета в Краснокамском районе Республики Башкортостан Российской Федерации.

## География
Деревня расположена был на равнине средней возвышенности, стояла при реч. Барьязе (Барьяда), в 1 версте от волостного центра Ново-Каинлыково (Ново-Каинлыкова, Ново-Каинлык; ныне Новый Каинлык), в 94 (в 1906 г.) или 95 (на 1899 г.) верстах от уездного города Бирск, в 12 верстах от с. Андреевки — главного места сбыта сельско-хозяйственных продуктов.

### Почва
Суглинистый и супесчаный чернозём до 2/3 площади, и 1/3-я — наносная и болотная средней плотности, глубиною 3—8 вершков, разных цветов. Подпочва — красная глина с песком и частью без примесей (Сборник статистических сведений по Бирскому уезду, 1899).

## История
Надел крестьяне тептяри-припущенники военного звания получили от башкир Гарейской дачи (Сборник статистических сведений по Бирскому уезду, 1899).

## Население
К 1906 году 51 двор, в них проживали 320 человек, из них 180 мужчин, 140 женщин.
К 1920 году — 372 человека, из них 127 мужчин, 145 женщин, преимущественно — марийцы.

## Инфраструктура
По справочнику 1906 года жители занимаются исключительно земледелием. По данным 1899 года севооборот — трёхполье; сеют: рожь, овёс, полбу, просо, гречу, горох, ячмень; коноплю, лен.
Действовала бакалейная лавка (1899 — принадлежала отдельному хозяину; 1906).
На 1906 год — 51 двор, 1920 год 54 двора; на 1926 год — 51 двор.

## Транспорт
Проходил земской тракт.